# Olympische Winterspiele 2006/Teilnehmer (Monaco)
| Gelbes Symbol für Goldmedaillen mit stilisierten Olympischen Ringen | Graues Symbol für Silbermedaillen mit stilisierten Olympischen Ringen | Braundes Symbol für Bronzemedaillen mit stilisierten Olympischen Ringen |
| ------------------------------------------------------------------- | --------------------------------------------------------------------- | ----------------------------------------------------------------------- |
| —                                                                   | —                                                                     | —                                                                       |

Monaco nahm an den Olympischen Winterspielen 2006 im italienischen Turin mit einer Delegation von vier Athleten teil.

## Flaggenträger
Der Bobfahrer Patrice Servelle trug die Flagge Monacos sowohl während der Eröffnungs- als auch bei der Schlussfeier.

## Teilnehmer nach Sportarten

### Bob
- Jérémy Bottin
- Patrice Servelle

### Ski Alpin
- Olivier Jenot
- Alexandra Coletti
Abfahrt, Damen: 31. Platz – 2:01,34 min